# Sekret (telenowela)
Sekret (hiszp. El secreto de Puente Viejo) – hiszpańska telenowela kostiumowa produkowana i emitowana od 2011 do 2020 roku przez hiszpańską stację Antena 3. Serial opowiada historię Pepy, akuszerki, która pragnie odnaleźć swojego zaginionego syna. Na swojej drodze spotyka Tristána, jak się później okazuje oboje zakochują się w sobie.
W Polsce telenowela emitowana była od 1 września 2014 przez stację TV Puls. 4 marca 2016 wyemitowano 346 odcinek, który jak do tej pory był ostatnim wyświetlonym w Polsce.

## Treść[1]
Akcja toczy się na przełomie XIX i XX wieku. Pepa, młoda uboga dziewczyna, zostaje zdradzona przez Carlosa, swojego pana i kochanka, który wyrzuca ją z miasteczka i odbiera jej ich wspólne dziecko, aby wychowywać je razem z żoną, która sama właśnie wydała na świat martwe niemowlę.
Kilka lat później, w roku 1902 Pepa jest już doświadczoną akuszerką. W niewielkiej wiosce Puente Viejo spotyka w niej Tristana, żołnierza wracającego z wojny do domu. Między Pepą i Tristanem rodzi się uczucie.

## Obsada[2]
- Álex Gadea – Tristán Castro Montenegro
- Megan Montaner – Pepa Aguirre
- María Bouzas – Francisca Montenegro
- Sandra Cervera – Emilia Ulloa
- Ramón Ibarra – Raimundo Ulloa
- Alejandra Onieva – Soledad Castro Montenegro
- Mario Martín – Don Anselmo
- Maribel Ripoll – Dolores Asenjo
- Enric Benavent – Pedro Mirañar López Regueira Jaca de Togores y Pérez de Pulgar
- Selu Nieto – Hipólito Mirañar Asenjo
- Adelfa Calvo – Rosario Pacheco
- Carlota Baró – Mariana Castañeda Pacheco
- Fernando Coronado – Alfonso Castañeda Pacheco
- Iago García – Olmo Mesía
- Jordi Coll – Gonzalo Valbuena/Martín
- Loreto Mauleón – María Castañeda Ulloa
- Carlos Serrano – Fernando de Mesía
- Miquel García Borda – Roque Fresnedoso
- Diana Gómez – Pía Toledano
- Aida de la Cruz – Candela Mendizábal
- Javier Abad – Isidro Buendia
- Charlotte Vega – Rita de Buendía
- Jorge Pobes – Aníbal Buendía
- Mario Zorrilla – Mauricio Godoy
- Ariadna Gaya – Aurora Ulloa Castro
- Ruben Serrano – Contado Buenaventura
- Victoria Camps Medina – Jacinta Ramos
- Antonio Mourelos – León Castro
- Francisco Ortiz – Bosco Ulloa Castro
- Fariba Sheikhan – Ines Mendizàbal